# 萬年里 (臺北市)
萬年里為台灣台北市文山區轄下一里，屬景美次分區。里名萬沿用自萬盛。

## 沿革
清代本地稱為公館，與現今公館商圈位置不同。最初公館所指為新店溪至蟾蜍山下一帶，後隨著墾殖範圍逐漸南移，原本居民所住的聚落即稱為頂公館，後發展的聚落為下公館。1887年(清光緒十三年)時本地隸屬台北府淡水縣萬盛庄。
至日治時期，1901年(明治三十四年)本地隸屬深坑廳景尾支廳萬盛庄，1920年(大正九年)調整為台北州文山郡深坑庄萬盛大字。
戰後，原屬台北縣深坑鄉萬盛村，1973年自萬盛里分出萬年里、萬和里，至1990年台北市行政區劃調整，改為台北市文山區萬年里迄今。

## 里界
- 東至：羅斯福路四、五段與大安區、萬盛里、萬祥里毗鄰
- 西至：萬年1、2、3公園與萬和里為界
- 南至：羅斯福五段二一二巷與萬隆里相接
- 北至：基隆路與中正區毗鄰